# Actos inexplicables
Actos inexplicables es el primer álbum del cantautor español Nacho Vegas publicado por Limbo Starr en mayo del 2001. Coproducido por Nacho Vegas junto a Paco Loco, grabado y mezclado en ODDS Norte (Gijón) y ODDS Sur (Puerto de Sta. María, Cádiz) entre noviembre de 2000 y enero de 2001. Masterizado en los estudios M-Works Mastering (Massachusetts) por Matthew Acevedo, responsable de trabajos para la música de Astor Piazzolla, James Taylor, Ennio Morricone, Thurston Moore y Lemonheads entre otros.
Escogido el mejor álbum del año 2001 por la revista Rockdelux.
Nombrado uno de "los 50 mejores discos del rock español", según la revista Rolling Stone.

## Lista de canciones
| N.º | Título                                                        | Duración |  |
| 1.  | «Actos inexplicables»                                         | 4:00     |  |
| 2.  | «Al norte del norte»                                          | 4:49     |  |
| 3.  | «Seronda»                                                     | 4:03     |  |
| 4.  | «El ángel Simón»                                              | 8:09     |  |
| 5.  | «Que te vaya bien, miss Carrusel» (cover de Townes Van Zandt) | 5:11     |  |
| 6.  | «El camino»                                                   | 6:20     |  |
| 7.  | «Sitios distintos»                                            | 6:23     |  |
| 8.  | «El callejón»                                                 | 3:45     |  |
| 9.  | «Blanca»                                                      | 6:05     |  |
| 10. | «Molinos y gigantes»                                          | 6:47     |  |